# Clitaetra episinoides
Espèce
Statut de conservation UICN

 VU B1ab(i,ii,iii,v)+2ab(i,ii,iii,v) : Vulnérable
Clitaetra episinoides est une espèce d'araignées aranéomorphes de la famille des Araneidae.

## Distribution
Cette espèce est endémique de l'archipel des Comores. Elle se rencontre à Mayotte et à la Grande Comore.

## Description
La femelle syntype mesure 7 mm.
Le mâle décrit par Kuntner en 2006 mesure 4,9 mm et la femelle 7,9 mm, les mâles mesurent de 4,1 à 4,9 mm et les femelles de 4,9 à 9,0 mm.

## Systématique et taxinomie
Cette espèce a été décrite par Simon en 1889.
Elle est l'espèce type du genre Clitaetra.

## Publication originale
- Simon, 1889 : « Études arachnologiques. 21e Mémoire. XXXI. Descriptions d'espèces et de genres nouveaux de Madagascar et de Mayotte. » Annales de la Société Entomologique de France, sér. 6, vol. 8, p. 223-236 (texte intégral).